# Niedersoultzbach
Niedersoultzbach je občina v departmaju Bas-Rhin francoske regije Alzacija.
Leta 2010 je v občini živelo 252 oseb oz. 60 oseb/km².